# St. Laurentius (Lustadt)
Die denkmalgeschützte, römisch-katholische Pfarrkirche St. Laurentius steht im Unterdorf der Ortsgemeinde Lustadt (Verbandsgemeinde Lingenfeld) im Kreis Germersheim (Rheinland-Pfalz). Sie ist Hauptkirche der gleichnamigen Gemeinde und gehört als Teil der Pfarrei Bellheim zum Dekanat Germersheim im Bistum Speyer.

## Beschreibung
Das einschiffige Langhaus wird ergänzt durch einen leicht eingezogenen Chor, der aus zwei Jochen besteht und in einem dreiseitigen Abschluss endet. Über dem ersten Joch befindet sich der Chorturm.

## Geschichte

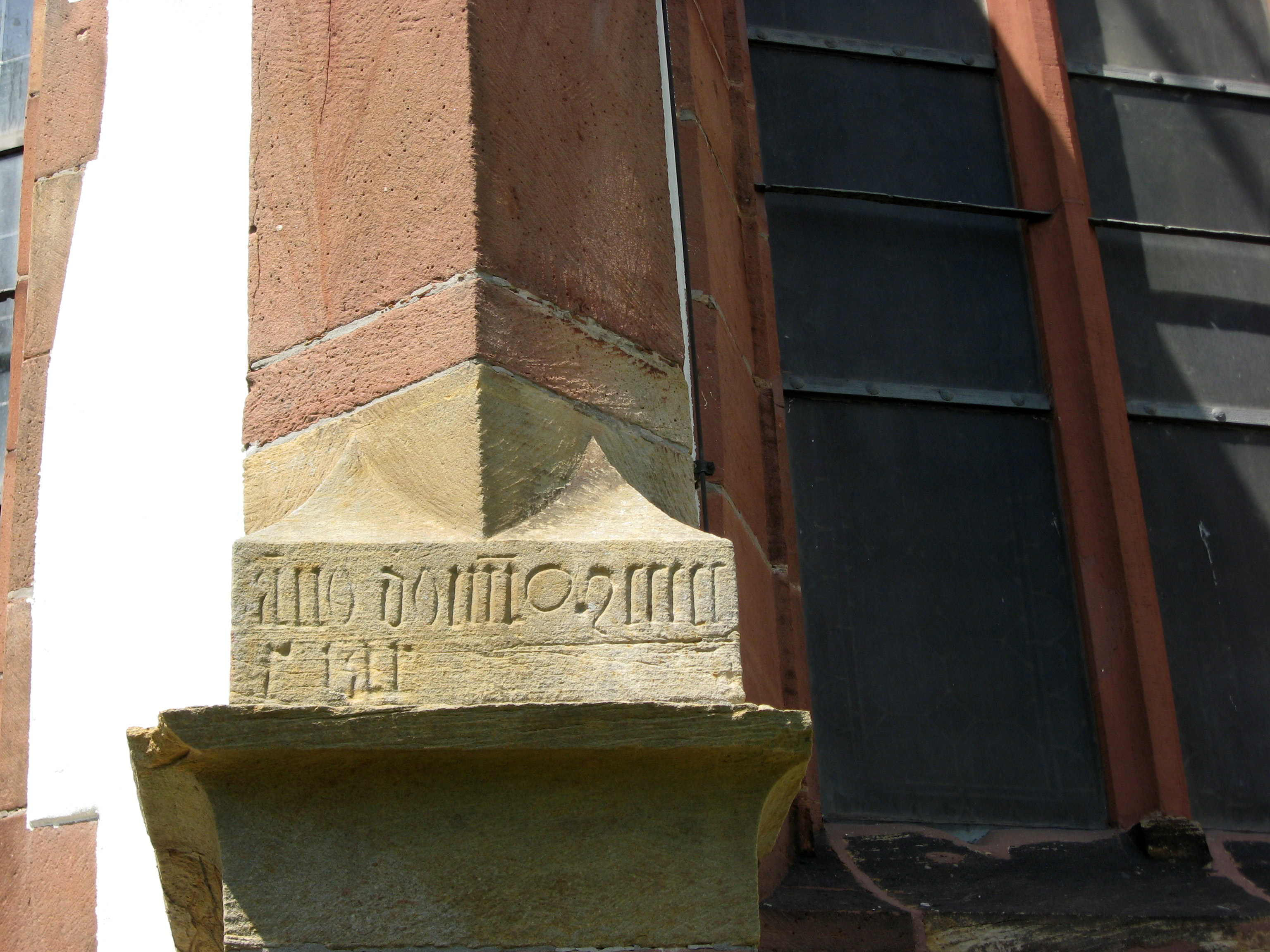
Inschrift mit dem Jahr 1510 an einem Strebepfeiler des Chors im Südosten der Kirche

Eine erste Eigenkirche ist seit dem Jahr 1308 belegt, indem der Edelknecht Heinrich von Lustadt eine Frühmesse stiftete. Auch ist belegt, dass ein Heinrich von Zeiskam im Jahr 1429 einen Zins in Höhe von 20 Unzen
Heller an die Kirche in Unterlustadt zahlte.
Eine mittlerweile überformte spätgotische Hallenkirche stammt aus dem Jahr 1510. Im Jahr 1698 wurde die Kirche in eine Simultankirche umgewidmet, wobei die Protestanten im Langhaus und die Katholiken im Chor untergebracht worden sind. Ab 1710 ist die Kirche wieder ausschließlich katholisch. 
Die Überformung im neugotischen Stil zum heutigen Erscheinungsbild erfolgte 1875.

## Orgel
Die Orgel auf der Empore wurde um das Jahr 1800 erbaut. Der Bau der Orgel wird häufig zwei Brüdern der Orgelbauerfamilie Stumm zugeschrieben; es wird jedoch davon ausgegangen, dass sie von Franz Bernhard aus der Orgel- und Klavierbauerfamilie Seuffert gebaut wurde. In den Jahren 1959–1960 führte Hugo Wehr Arbeiten an der Orgel durch. Dabei wurden die Quinte 2 2⁄3′ auf 1 1⁄3′ verschoben und eine Flachflöte 2′ hinzugefügt. Auch hat dieser die Zusammensetzung der Mixtur angepasst.
Sie hat 11 Register auf einem Manual und Pedal sowie folgende Disposition:
| Manual C–f3  |       |
| Bourdon      | 8′    |
| Salicional   | 8′    |
| Gamba        | 8′    |
| Principal    | 4′    |
| Traversflöte | 4′    |
| Octav        | 2′    |
| Flachflöte   | 2′    |
| Quinte       | 1 ⁄3′ |
| Mixtur III   | 1′    |

| Pedal C–g0 |     |
| Subbass    | 16′ |
| Octavbass  | 08′ |

Die Spiel- und Registertraktur sind mechanisch. Bei den Windladen handelt es sich um Schleifladen.
- Koppeln: Pedalkoppel